# Mauricio Pinilla
Mauricio Ricardo Pinilla Ferrera (Santiago, 4 februari 1984) is een Chileens voormalig professioneel voetballer die doorgaans speelde als spits. Tussen 2002 en 2021 was hij actief voor Universidad de Chile, Internazionale, Chievo Verona, Celta de Vigo, Sporting Lissabon, Racing Santander, Heart of Midlothian, opnieuw Universidad de Chile, opnieuw Heart of Midlothian, Vasco da Gama, Apollon Limasol, Grosseto, Palermo, Cagliari, Genoa, Atalanta Bergamo, opnieuw Genoa, opnieuw Universidad de Chile en Coquimbo Unido. Pinilla maakte in 2003 zijn debuut in het Chileens voetbalelftal en kwam uiteindelijk tot vijfenveertig interlandoptredens.

## Clubcarrière
Pinilla zwierf jaren langs verschillende clubs, toen hij tussen 2002 en 2009 speelde voor achtereenvolgens Universidad de Chile, Internazionale, Chievo Verona, Celta de Vigo, Sporting Lissabon, Racing Santander, Heart of Midlothian, opnieuw Universidad de Chile, opnieuw Heart of Midlothian, Vasco da Gama en Apollon Limasol. In augustus 2009 keerde de Chileen terug naar Italië, waar hij een contract ondertekende bij Grosseto. Daar maakte hij vierentwintig goals in evenzovele competitieduels. Hij miste een derde van het seizoen door blessures, maar eindigde desondanks op de derde plaats van de topscorerslijst. Palermo trok Pinilla in juni 2010 aan. Daar concurreerde hij voor zijn plek met Abel Hernández, Massimo Maccarone en Fabrizio Miccoli. Gaandeweg werd zijn inbreng voor de club minder en op 25 januari 2012 werd hij verhuurd aan Cagliari. Op 2 juli trok die club hem definitief aan. Twee jaar later werd Pinilla gekocht door Genoa, dat circa twee miljoen euro voor hem betaalde. In januari 2015 verhuurde Genoa de spits voor een half jaar aan Atalanta Bergamo. Na afloop van deze verhuurperiode trok Atalanta hem definitief aan. In anderhalf jaar tijd kwam hij nog tot zes doelpunten. Hierna werd hij, in januari 2017, verhuurd aan zijn oude club Genoa. Hier moest hij de naar Napoli vertrokken Leonardo Pavoletti vervangen. Een halfjaar later maakte de spits de overstap naar Universidad de Chile, waar hij zijn carrière startte. Na een jaar verlengde Pinilla zijn verbintenis tot eind 2019. Ruim een maand na deze contractverlenging verkaste Pinilla naar Colón. Deze overstap vond uiteindelijk toch geen doorgang. Een halfjaar later vond hij wel een nieuwe club, in Coquimbo Unido. Pinilla zette in februari 2021 op zevenendertigjarige leeftijd een punt achter zijn actieve loopbaan.

## Interlandcarrière
Pinilla maakte zijn debuut in het Chileens voetbalelftal op 30 maart 2003. Op die dag werd een vriendschappelijke wedstrijd tegen Peru met 2–0 gewonnen. In de tweede helft viel hij in en maakte hij de tweede treffer. Pinilla maakte deel uit van de selectie van bondscoach Jorge Sampaoli op het wereldkampioenschap voetbal 2014 in Brazilië. Driemaal kwam hij actie: in de twee groepsduels tegen Nederland en tegen Australië, en in de achtste finale tegen het gastland. In de laatstgenoemde wedstrijd miste Pinilla de eerste Chileense strafschop in de strafschoppenreeks, die uiteindelijk verloren zou worden door nog twee missers. Een jaar later maakte Pinilla deel uit van de selectie voor de Copa América 2015, gehouden in eigen land. Chili won het toernooi door in de finale Argentinië te verslaan in een beslissende strafschoppenreeks. Pinilla won een jaar later ook de Copa América Centenario met zijn landgenoten, opnieuw door in de finale middels strafschoppen te winnen van Argentinië.

## Erelijst
| Copa América | 2 | 2015, 2016 |